# مکتب‌های فکری مارکسیستی
مارکسیسم یک ایدئولوژی و روشی از تحلیل اقتصاد اجتماعی است که از آثار فیلسوفان آلمانی قرن نوزدهم کارل مارکس و فردریش انگلس سرچشمه می‌گیرد. مارکسیسم توسعه جامعه طبقاتی و به ویژه سرمایه‌داری و همچنین نقش مبارزات طبقاتی در تغییرات اقتصادی، اجتماعی و سیاسی سیستم را تحلیل و نقد می‌کند.
از اواخر قرن نوزدهم به بعد، مارکسیسم از انتقاد انقلابی و اقتصاد سیاسی و برداشت ماتریالیستی از تاریخ، به یک جهان بینی جامع تبدیل شد. هم‌اکنون شاخه‌ها و مکتب‌های مختلف فکری مختلفی وجود دارد. مکتب‌های مختلف مارکسی تأکید بیشتری بر جنبه‌های خاصی از مارکسیسم کلاسیک دارند در حالی که سایر جنبه‌ها را رد یا اصلاح می‌کنند. برخی از مکتب‌های فکری سعی در تلفیق مفاهیم مارکسی و مفاهیم غیر مارکسیستی داشته‌اند که به نتیجه‌گیری‌های متناقضی منجر شده‌است.
مارکسیسم–لنینیسم و شاخه‌های آن مشهورترین مکتب‌های فکری مارکسیست هستند زیرا در بیشتر قرن بیستم نیرویی محرک در روابط بین‌الملل بودند.

## مارکسیسم

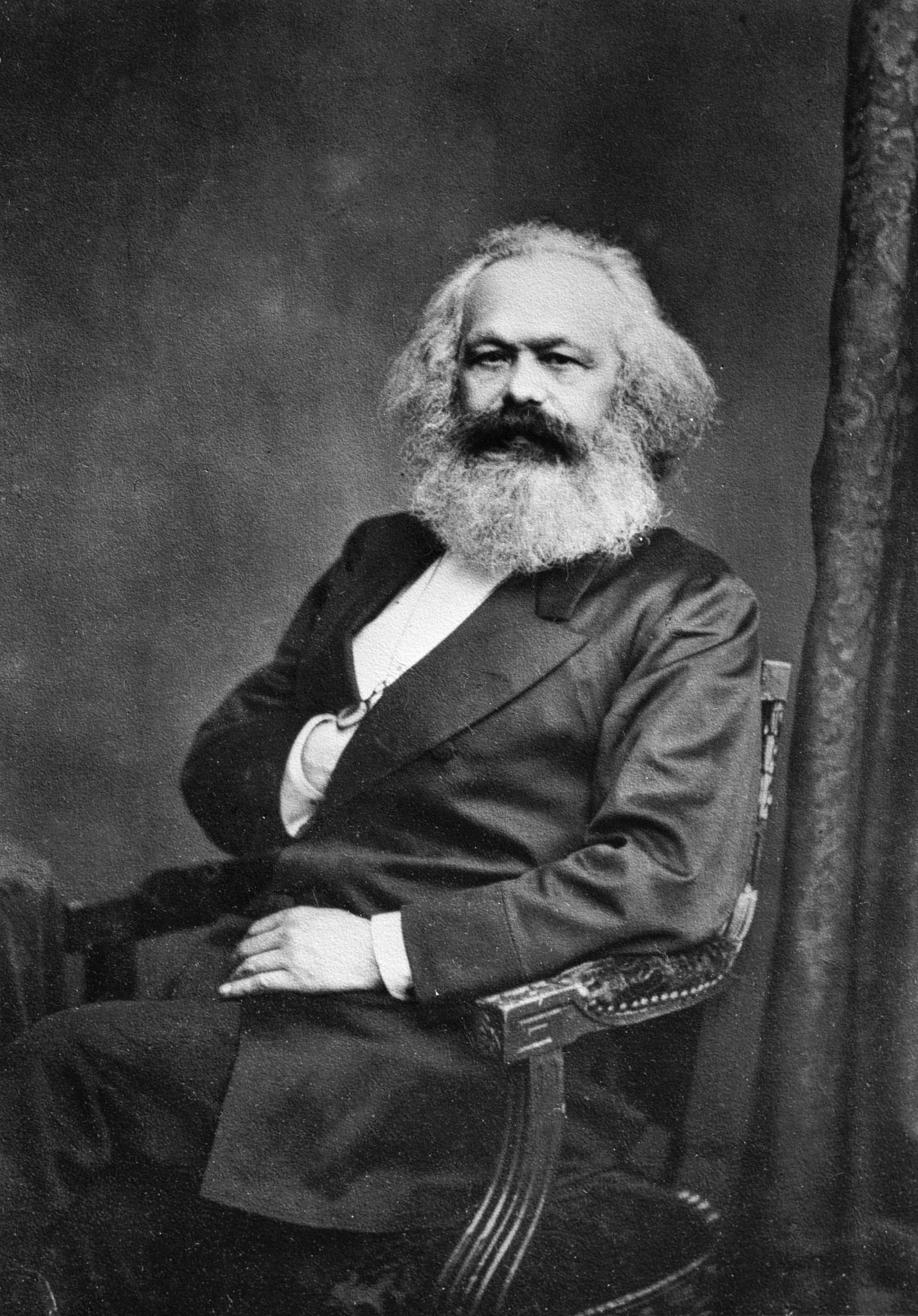
کارل مارکس

مارکسیسم شرایط مادی و فعالیت‌های اقتصادی مورد نیاز برای تأمین نیازهای مادی بشر را برای تأمین پدیده‌های اجتماعی در هر جامعه خاص تجزیه و تحلیل می‌کند. این فرض را می‌گیرد که شکل سازمان اقتصادی یا شیوه تولید، سایر پدیده‌های اجتماعی را از جمله روابط اجتماعی گسترده‌تر، نهادهای سیاسی، سیستم‌های حقوقی، سیستم‌های فرهنگی، زیبایی‌شناسی و ایدئولوژی‌ها تحت تأثیر قرار می‌دهد. نظام اقتصادی و این روابط اجتماعی یک زیربنا و روبنا را تشکیل می‌دهند. با بهبود نیروهای تولید، اشکال موجود برای سازماندهی تولید منسوخ شده و مانع پیشرفت بیشتر می‌شوند. کارل مارکس اعتقاد داشت: در یک مرحله خاص از توسعه، نیروهای تولیدکننده مادی جامعه با روابط تولید موجود در تضاد قرار می‌گیرند؛ یا این فقط همان بیان حقوقی را دارد. با روابط مالکیت که در چارچوب آنها تاکنون عمل کرده‌اند این روابط از اشکال رشد نیروهای تولیدی به بندهای آنها تبدیل می‌شوند. سپس دوره ای از انقلاب اجتماعی آغاز می‌شود. این ناکارآمدی‌ها خود را به عنوان تضادهای اجتماعی در جامعه نشان می‌دهند که به نوبه خود در سطح مبارزه طبقاتی می‌شوند.

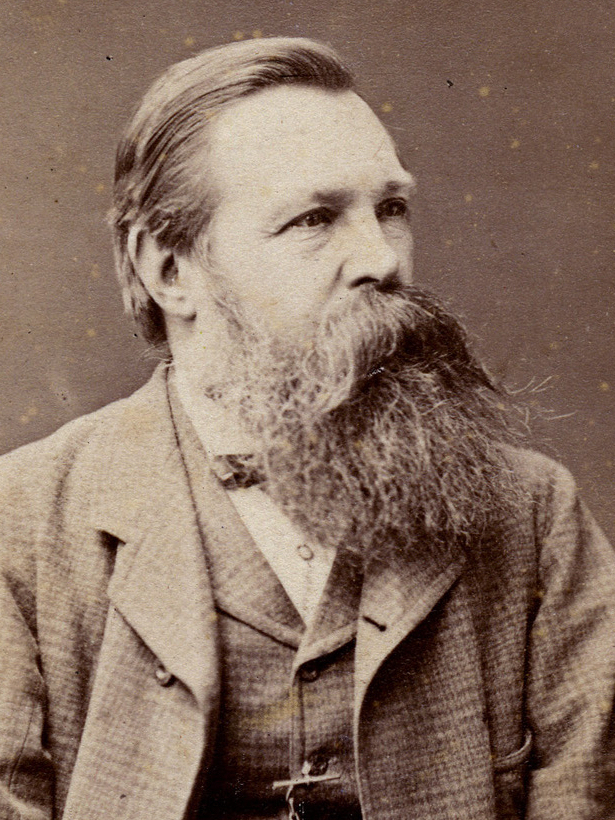
فردریش انگلس

تحت شیوه تولید سرمایه‌داری، این مبارزه بین اقلیت (بورژوازی) صاحب ابزار تولید و اکثریت قریب به اتفاق مردم (پرولتاریا) که کالاها و خدمات تولید می‌کنند، تحقق می‌یابد. با شروع این فرضیه که تغییر اجتماعی به دلیل کشمکش بین طبقات مختلف جامعه که در تضاد با یکدیگر قرار دارند، رخ می‌دهد، یک مارکسیست به این نتیجه می‌رسد که سرمایه‌داری پرولتاریا را سوء استفاده و ستم می‌کند، بنابراین سرمایه‌داری ناگزیر به یک انقلاب پرولتری منجر خواهد شد. در یک جامعه سوسیالیستی، مالکیت خصوصی، به شکل ابزار تولید، با مالکیت تعاونی جایگزین می‌شود. اقتصاد سوسیالیستی تولید را مبتنی بر ایجاد سود خصوصی نیست بلکه معیارهای تأمین نیازهای انسانی را بنا می‌کند؛ یعنی تولید مستقیماً برای استفاده انجام می‌شود. همان‌طور که فریدریش انگلس گفت: "سپس شیوه تصاحب سرمایه‌داری که در آن محصول ابتدا تولیدکننده را به بردگی می‌کشد و سپس تصاحب کننده، با شیوه تصاحب محصول جایگزین می‌شود که براساس ماهیت ابزارهای مدرن تولید است. از یک سوء تصرف اجتماعی مستقیم، به معنای حفظ و گسترش تولید از سوی دیگر، تصرف شخصی مستقیم، به عنوان وسیله ای برای معیشت و لذت بردن است.
اقتصاد مارکسی و طرفداران آن به دلیل نیاز به جبران کاهش نرخ سود با کاهش دستمزد کارمندان، مزایای اجتماعی و پیگیری تهاجم نظامی، سرمایه‌داری را از نظر اقتصادی ناپایدار و در بهبود سطح زندگی مردم ناتوان می‌دانند. سیستم سوسیالیستی به عنوان شیوه تولید بشریت از طریق انقلاب کارگری، به عنوان سرمایه‌داری جانشین خواهد شد. طبق نظریه بحران مارکسی، سوسیالیسم یک امر اجتناب ناپذیر نیست، بلکه یک ضرورت اقتصادی است.
مارکسیسم کلاسیک نظریه‌های اقتصادی، فلسفی و جامعه‌شناسی است که توسط مارکس و انگلس بیان شده و در تضاد با تحولات بعدی مارکسیسم، به ویژه لنینیسم و مارکسیسم–لنینیسم است. مارکسیسم ارتدکس بدنه اندیشه مارکسیسم است که پس از مرگ مارکس ظهور کرد و به فلسفه رسمی جنبش سوسیالیستی تبدیل شد همان‌طور که در انترناسیونال دوم تا جنگ جهانی اول در سال ۱۹۱۴ نمایندگی می‌شد. مارکسیسم ارتدکس قصد دارد با روشن کردن ابهامات و تضادهای درک شده مارکسیسم کلاسیک، روش و تئوری مارکسیستی را ساده، مدون و منظم کند. فلسفه مارکسیسم ارتدوکس شامل این درک است که توسعه مادی (پیشرفت فناوری در نیروهای مولد) عامل اصلی تغییر در ساختار جامعه و روابط اجتماعی انسان و سیستم‌های اجتماعی و روابط آنها است (به عنوان مثال فئودالیسم، سرمایه‌داری و غیره) در با توسعه نیروهای تولیدی متناقض و ناکارآمد می‌شوند، که نتیجه آن نوعی انقلاب اجتماعی است که در پاسخ به تضادهای فزاینده به‌وجود می‌آید. این تغییر انقلابی وسیله‌ای برای تغییرات اساسی در کل جامعه است و در نهایت منجر به ظهور سیستم‌های جدید نظام اقتصادی می‌شوند
به عنوان یک اصطلاح، مارکسیسم ارتدوکس نمایانگر روش‌های ماتریالیسم تاریخی و ماتریالیسم دیالکتیکی است و نه جنبه‌های هنجاری ذاتی مارکسیسم کلاسیک را، بدون اینکه پایبندی دگماتیک به نتایج تحقیقات مارکس را نشان دهد.

## لنینیسم

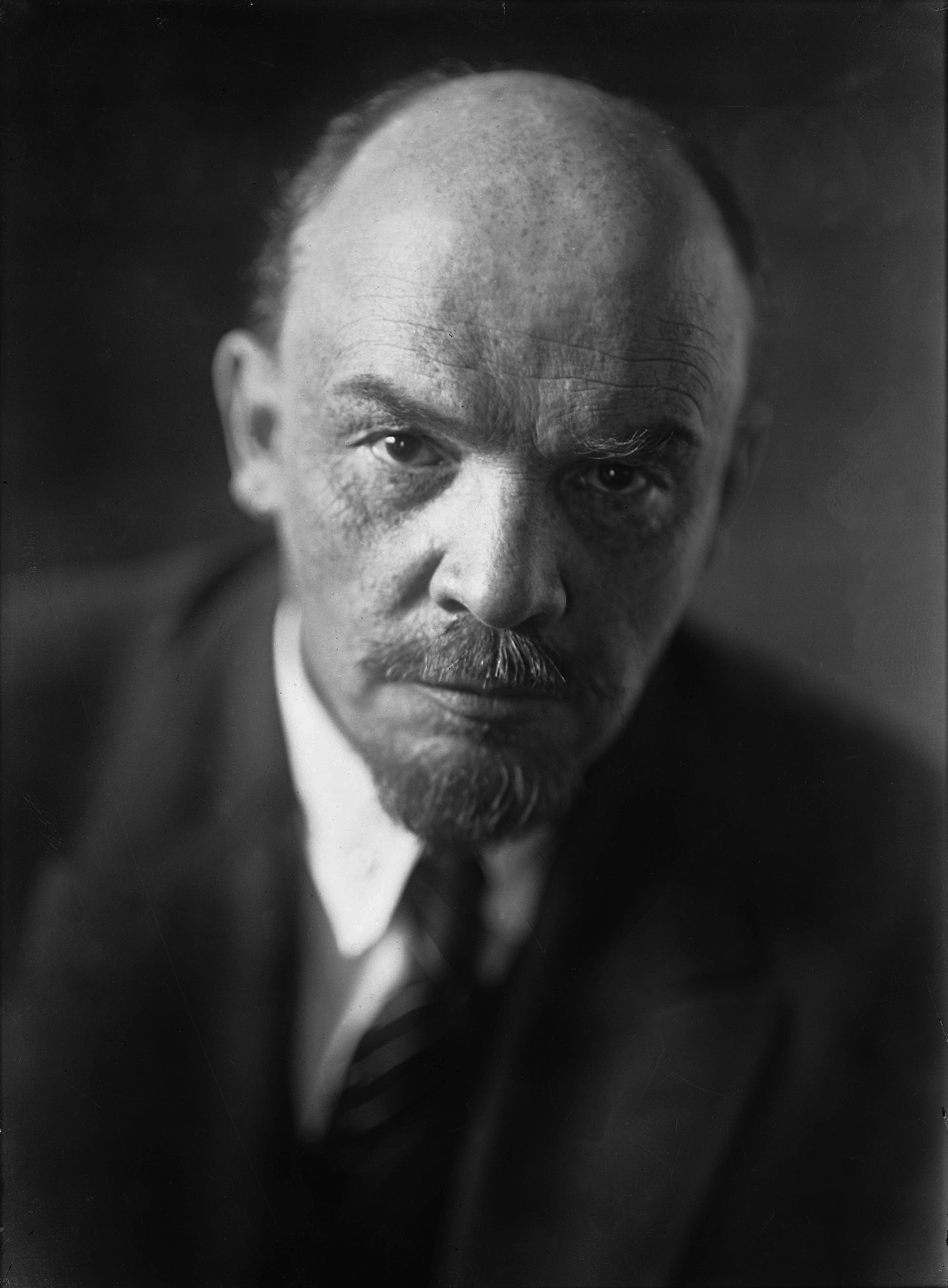
ولادیمیر لنین

لنینیسم مجموعه نظریه‌های سیاسی است که توسط انقلابیون روسیه و نخست‌وزیر شوروی بعداً ولادیمیر لنین برای سازمان دموکراتیک یک حزب پیشتاز انقلابی و دستیابی به دیکتاتوری پرولتاریا به عنوان مقدمه سیاسی استقرار سوسیالیسم نامگذاری شده‌است. لنینیسم شامل تئوری‌های سیاسی و اقتصادی سوسیالیستی است که از مارکسیسم و همچنین تفسیرهای لنین از نظریه مارکسیست برای کاربرد عملی در شرایط سیاسی اجتماعی امپراتوری روسیه در اوایل قرن بیستم ارگانها تشکیل شده‌است. لنینیسم نوع استفاده روسی از اقتصاد و فلسفه سیاسی مارکسیستی بود که توسط بلشویک‌ها که پیشتاز مبارزه برای استقلال سیاسی طبقه کارگر را رهبری می‌کرد، انجام و تحقق یافت. در سال ۱۹۰۳، لنین اظهار داشت:
ما می‌خواهیم به نظم جدید و بهتری از جامعه دست یابیم: در این جامعه جدید و بهتر نباید نه ثروتمند و نه فقیر وجود داشته باشد. همه باید کار کنند. تعداد انگشت شماری از افراد ثروتمند نباید وجود داشته باشد همان‌طور که نباید فقیری وجود داشته باشد؛ بلکه همه افراد کارگر باید از ثمرات کار مشترک خود بهره‌مند شوند. ماشین‌آلات و سایر پیشرفت‌ها باید در جهت سهولت کار همه باشد و نه اینکه بتواند با هزینه میلیون‌ها و ده‌ها میلیون انسان ثروتمند برقرار شود و آن‌ها رو ثروتمندتر کنید. این جامعه جدید و بهتر جامعه سوسیالیستی نامیده می‌شود. آموزه‌های این جامعه را «سوسیالیسم» می‌نامند.
مهم‌ترین پیامد نظریه سبک امپریالیسم به سبک لنینیست نیاز استراتژیک کارگران در کشورهای صنعتی به بلوک یا اتحاد با ملت‌های تحت ستم است که در مستعمرات کشورهای متبوع خود در خارج برای سرنگونی سرمایه‌داری قرار دارند. این منبع این شعار است که این برداشت لنینیستی را نشان می‌دهد که نه تنها پرولتاریا، همان‌طور که در مارکسیسم مرسوم است - تنها نیروی انقلابی هستند، بلکه همه مردم تحت ستم هستند: "کارگران و مردم ستمدیده جهان، متحد شوید!" ویژگی بارز دیگر لنینیسم نحوه برخورد آن با مسئله سازمان است. لنین معتقد بود که الگوی سنتی احزاب سوسیال دموکرات آن زمان، یک سازمان شل و چند گرایش، برای سرنگونی رژیم تزاری در روسیه ناکافی است. وی کادری از انقلابیون حرفه‌ای را پیشنهاد کرد که خود را تحت مدل تمرکزگرایی دموکراتیک نظم می‌دهند.

## کمونیسم چپ
کمونیسم چپ دامنه دیدگاه‌های کمونیستی است که توسط چپ کمونیست ارائه می‌شود، که از موضع‌گیری انتقادی از عقاید سیاسی بلشویک‌ها نسبت به نظرات لنینیسم توسط بین‌الملل کمونیست پس از دو کنگره اول آن، مارکسیست و پرولتری است.
اگرچه او قبل از تبدیل شدن کمونیسم چپ به یک تمایل مشخص زندگی می‌کرد، رزا لوکزامبورگ از نظر سیاسی و نظری برای اکثر کمونیست‌های چپ بسیار تأثیرگذار بوده‌است. طرفداران کمونیسم چپ را هرمان گورتر، آنتون پانکوک، اتو روله، کارل کرش، آمادئو بوردیگا و پل ماتیک تشکیل می‌دادند.
گروهه‌ای برجسته از کمونیست چپ امروزی شامل جریان کمونیست بین‌الملل و گرایش کمونیست انترناسیونالیست هستند. جناح‌های مختلف از حزب کمونیست بین‌المللی نیز سازمان‌های کمونیستی چپ محسوب می‌شوند.

## کمونیسم شورایی
کمونیسم شورایی جنبشی است که در دهه ۱۹۲۰ از آلمان و هلند منشأ گرفته‌است. سازمان اصلی آن حزب کارگران کمونیست آلمان بود. کمونیسم شورایی امروز به عنوان موضع نظری و کنشگری در مارکسیسم لیبرترین و سوسیالیسم لیبرترین همچنان ادامه دارد.
برخلاف سوسیال دموکراسی و لنینیسم، بحث اصلی کمونیسم شورایی این است که شوراهای کارگری دموکراتیک که در کارخانه‌ها و شهرداری‌ها به‌وجود می‌آیند، شکل طبیعی سازمان طبقه کارگر و قدرت دولتی است. این دیدگاه با استرس آنها به ترتیب به پارلمان‌ها و دولت نهادی (یعنی اعمال اصلاحات اجتماعی از یک سو و احزاب پیشتاز و تمرکزگرایی مشارکتی دموکراتیک از سوی دیگر)، مخالف ایدئولوژی‌های اصلاح طلبانه و انقلابی لنینیست است.
یکی از اصول اصلی کمونیسم شورایی این است که دولت و اقتصاد باید توسط شوراهای کارگری متشکل از نمایندگان منتخب در محل کار و قابل یادآوری در هر لحظه اداره شوند. بدین ترتیب، کمونیست‌های شورایی مخالف سوسیالیسم استبدادی دولتی، سرمایه‌داری دولتی هستند. آنها همچنین با ایده حزب انقلابی مخالف هستند، زیرا کمونیست‌های شورایی معتقدند که انقلابی به رهبری یک حزب لزوماً دیکتاتوری حزبی را ایجاد می‌کند. کمونیست‌های شورایی از دموکراسی کارگری حمایت می‌کنند که هدفش ایجاد فدراسیون شوراهای کارگری است.

## تروتسکیسم

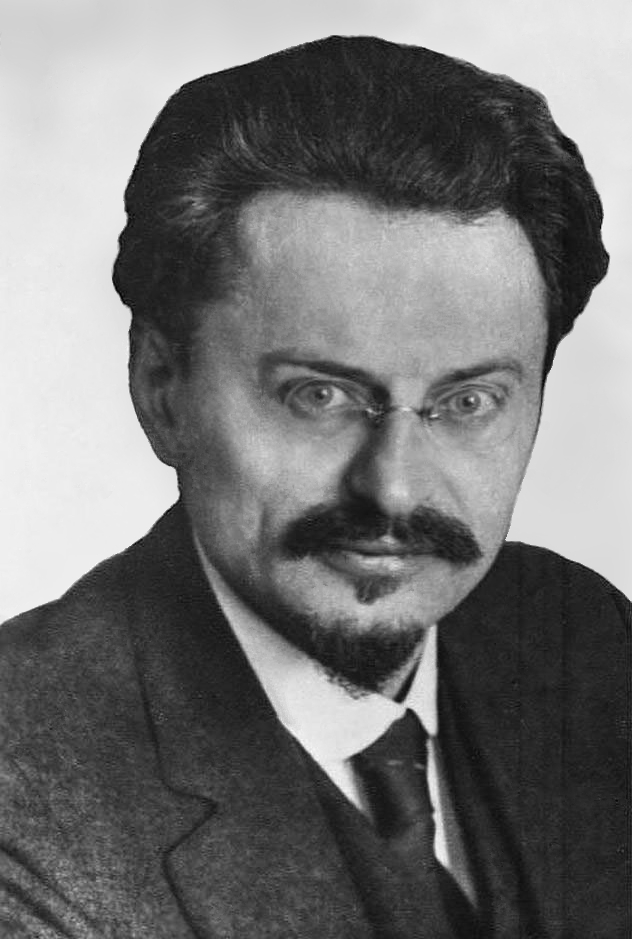
لئون تروتسکی

تروتسکیسم شاخه‌ای از مارکسیسم است که توسط مارکسیست روسی، لئون تروتسکی، معاصر لنین از سال‌های اولیه حزب سوسیال دموکرات کار روسیه حمایت می‌شود، جایی که او رهبری یک روند کوچک در رقابت با بلشویک‌های لنین و منشویک‌ها را بر عهده داشت. در مقابل استالینیسم، تروتسکیسم به جای تئوری دو مرحله ای و سوسیالیسم در یک کشور، از تئوری انقلاب دائمی و انقلاب جهانی حمایت می کند. این حمایت از انترناسیونالیسم پرولتری و انقلاب کمونیستی دیگری در اتحاد جماهیر شوروی بود که تروتسکی ادعا می‌کرد به کارگری منحط تحت رهبری استالین تبدیل شده‌است که در آن روابط طبقاتی به شکل جدیدی به جای دیکتاتوری پرولتاریا شکل گرفته بود.
در مبارزه با استالین برای دستیابی به قدرت در اتحاد جماهیر شوروی، تروتسکی و طرفدارانش در اپوزیسیون چپ سازمان یافتند و سکوی آنها به تروتسکیسم معروف شد. استالین سرانجام موفق شد کنترل رژیم شوروی را به‌دست آورد و تلاش‌های تروتسکیست برای برکناری استالین از قدرت منجر به تبعید تروتسکی از اتحاد جماهیر شوروی در سال ۱۹۲۹ شد. تروتسکی در حالی که در تبعید به سر می‌برد، به مبارزات خود علیه استالین ادامه داد و در سال ۱۹۳۸ چهارمین اینترنشنال را تأسیس کرد، رقیبی تروتسکیست برای انترناسیونال کمونیست بود. در اوت ۱۹۴۰، تروتسکی به دستور استالین در مکزیکو سیتی ترور شد.
پیروان تروتسکی ادعا می‌کنند که وراث لنین هستند و به همان روشی که مارکسیست-لنینیستهای جریان اصلی انجام می‌دهند، عمل می‌کنند. چندین ویژگی متمایز این مکتب فکری وجود دارد. مهم‌ترین آنها تئوری انقلاب دائمی است. این اظهار داشت که در کشورهای کمتر توسعه یافته بورژوازی بسیار ضعیف بود تا بتواند انقلاب‌های بورژوا-دموکراتیک خود را رهبری کند. به دلیل این ضعف، انجام انقلاب بورژوازی به عهده پرولتاریا افتاد. پرولتاریا با در دست داشتن قدرت، این انقلاب را به‌طور دائمی ادامه می‌دهد و آن را از یک انقلاب بورژوازی ملی به یک انقلاب بین‌المللی سوسیالیستی تبدیل می‌کند.
یکی دیگر از ویژگی‌های مشترک بین تروتسکیست‌ها، توجیه نظری متنوعی برای ارزیابی منفی آنها از اتحاد جماهیر شوروی پس از لنین پس از اخراج تروتسکی با اکثریت آرا از حزب کمونیست اتحادیه (بلشویک‌ها) و متعاقباً از اتحاد جماهیر شوروی است. در نتیجه، تروتسکی اتحاد جماهیر شوروی در دوران استالین را به عنوان یک اقتصاد برنامه‌ریزی شده تحت سلطه یک کاست بوروکراتیک تعریف کرد. تروتسکی طرفدار سرنگونی دولت اتحاد جماهیر شوروی پس از اخراج از آن بود.

## مارکسیسم–لنینیسم

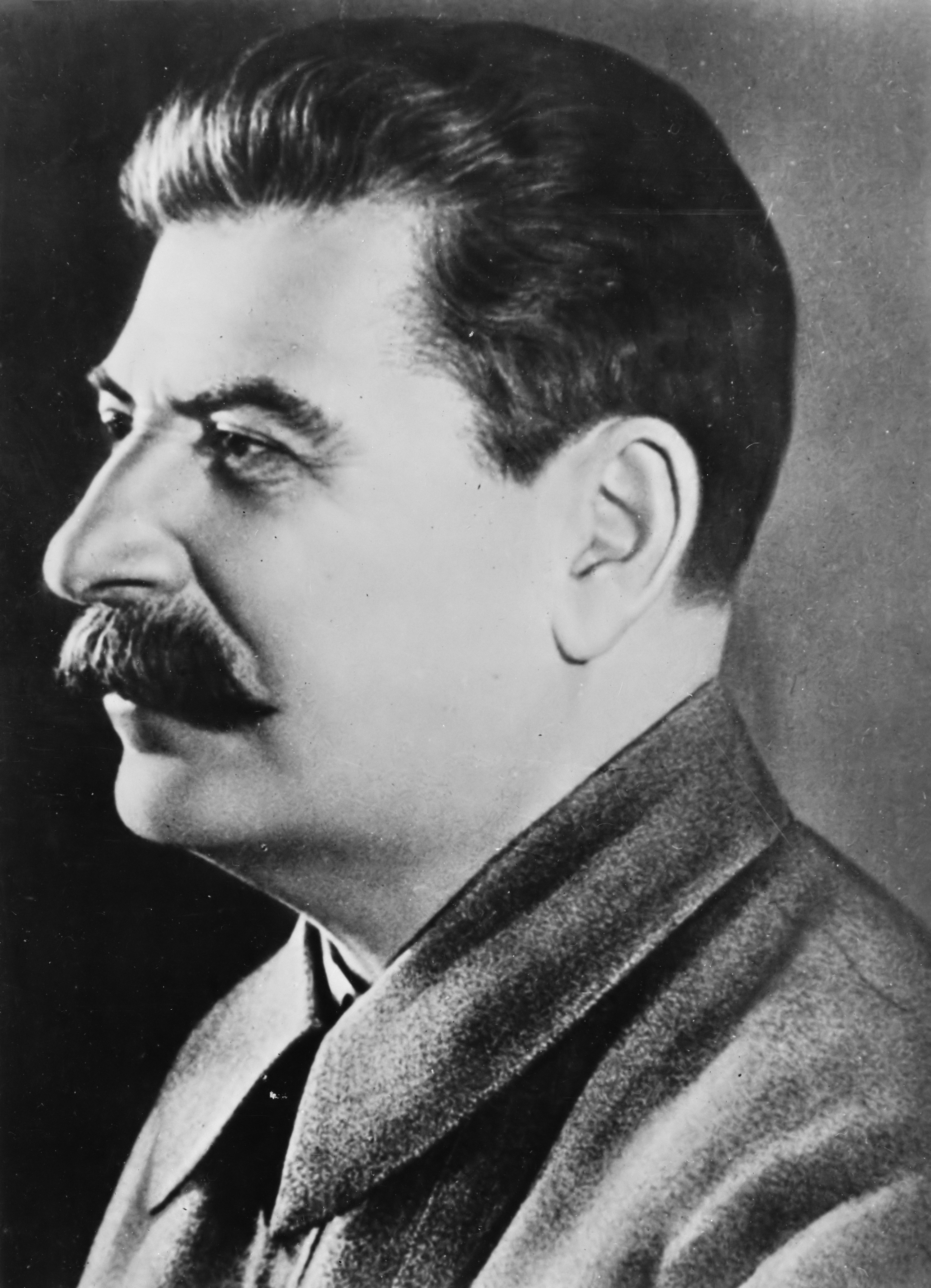
جوزف استالین

مارکسیسم–لنینیسم یک ایدئولوژی سیاسی است که توسط جوزف استالین ساخته شده و از نظر طرفداری تحت تأثیر در مارکسیسم و لنینیسم بنا شده‌است. این اصطلاح ایدئولوژی سیاسی خاصی را توصیف می‌کند که استالین در اتحاد جماهیر شوروی و در مقیاس جهانی در کمینترن اجرا کرد. در مورد اینکه آیا استالین واقعاً از اصول مارکس و لنین پیروی کرده‌است، بین مورخان تفاهم قطعی وجود ندارد. این مورد همچنین حاوی جنبه‌هایی است که از نظر برخی انحراف از مارکسیسم مانند سوسیالیسم در یک کشور است.
مارکسیسم - لنینیسم واضح‌ترین و برجسته‌ترین ایدئولوژی و جنبش کمونیستی بود. این به سیستم اقتصادی اقتصادی و ایدئولوژی سیاسی پیاده‌سازی شده توسط استالین در اتحاد جماهیر شوروی و بعداً توسط سایر کشورها بر اساس مدل شوروی کپی برداری می‌شود (برنامه‌ریزی مرکزی، جمع‌آوری کشاورزی، دولت به رهبری حزب کمونیست، صنعتی سازی سریع، ملی شدن ارتفاعات فرماندهی اقتصاد و نظریه سوسیالیسم در یک کشور) در حالی که استالینیسم به سبک حکمرانی استالین (کیش شخصیت و یک دولت توتالیتر) اشاره دارد. مارکسیسم - لنینیسم ایدئولوژی رسمی اتحاد جماهیر شوروی و دیگر احزاب حاکم بلوک شرق و همچنین احزاب انترناسیونال کمونیست پس از بولشوییزاسیون بود. امروز، مارکسیسم - لنینیسم ایدئولوژی چندین حزب در سراسر جهان است و به عنوان ایدئولوژی رسمی احزاب حاکم بر چین، کوبا، لائوس و ویتنام باقی مانده‌است.
در بیستمین کنگره حزب کمونیست اتحاد جماهیر شوروی، نیکیتا خروشچف چندین گسست ایدئولوژیکی با همکار خود جوزف استالین، ایجاد کرد. نخست، خروشچف کیش شخصیتی را که در اطراف استالین ایجاد شده بود، نکوهش کرد، اگرچه خروشچف خود نقشی اساسی در پرورش ده‌ها سال قبل داشت. خروشچف اصل مارکسیست-لنینیست ارتدوکس پیشین مبنی بر ادامه مبارزه طبقاتی حتی در سوسیالیسم را نیز رد کرد، بلکه دولت باید به نام همه طبقات حکومت کند. یک اصل مرتبط که از اصل سابق سرچشمه می‌گرفت مفهوم همزیستی مسالمت آمیز بود، یا اینکه بلوک سوسیالیست تازه ظهور یافته تنها با توسعه نیروهای مولد جامعه می‌توانست با دنیای سرمایه‌داری به طور مسالمت آمیز رقابت کند. ضد تجدیدنظر طلبی جناحی در مارکسیست - لنینیسم است که ایده‌های خروشچف را رد می‌کند. این عقیده معتقد است که خروشچف اصول بنیادین مارکسیسم - لنینیسم را تغییر داده یا اصلاح می‌کند، موضعی که برچسب ضد تجدیدنظرطلب از آن گرفته شده‌است.
مائوئیسم نام خود را از مائو تسه تونگ، رهبر سابق جمهوری خلق چین گرفته‌است. انواع ضد تجدید نظر طلبی است که الهام گرفت و در برخی موارد به ویژه در دوره مائو از چین پشتیبانی مادی دریافت کرد. چندین مفهوم کلیدی وجود دارد که توسط مائو توسعه یافته‌است. نخست، مائو با استالین موافق بود که نه تنها مبارزه طبقاتی تحت دیکتاتوری پرولتاریا ادامه دارد، بلکه تا زمانی که دستاوردهای پرولتاریا و به قیمت بورژوازی محروم از حقوق به‌دست می‌آید، در واقع سرعت می‌گیرد. دوم، مائو استراتژی ای را برای انقلاب سوسیالیستی به نام جنگ طولانی مدت مردم در کشورهای نیمه فئودالی جهان سوم ایجاد کرد و بسیار متکی به دهقانان بود. سوم، مائو مقالات نظری بسیاری دربارهٔ معرفت‌شناسی و دیالکتیک نوشت که آنها را تناقض خواند.
خوجه‌ایسم، که به دلیل سهم اصلی دولتمرد آلبانیایی انور خوجه نامگذاری شد، برای چندین سال با چین همسو بود، اما به دلیل اصطلاح تئوری سه جهان که توسط عناصر حزب کمونیست چین و از آنجا که اقدامات رهبر چین دنگ شیائوپینگ را نامطلوب می‌دید. با این وجود، در نهایت جنبش هوازی به این تفاهم رسید که سوسیالیسم اصلاً در چین هرگز وجود نداشته‌است.

## مائوئیسم
مائوئیسم (Chinese"اندیشه مائو تدونگ") نظریه ای است که مائو تسه تونگ برای تحقق انقلابی سوسیالیستی در جامعه کشاورزی، پیش صنعتی جمهوری چین و بعداً جمهوری خلق چین ایجاد کرد. تفاوت فلسفی مائوئیسم و مارکسیسم - لنینیسم در این است که دهقانان پیشتاز انقلابی در جوامع پیش صنعتی هستند تا اینکه پرولتاریا باشند. این بروزرسانی و انطباق مارکسیسم - لنینیسم با شرایط چینی که در آن پراکسیس انقلابی اولیه است و ارتدوکسی ایدئولوژیک در درجه دوم است، نشان دهنده مارکسیسم لنینیسم شهری سازگار با چین پیش صنعتی است. این ادعا که مائو مارکسیسم - لنینیسم را با شرایط چین تطبیق داده‌است، تبدیل به این ایده شد که وی آن را به روشی اساسی به روز کرده و در کل جهان به روز کرده‌است.
از دهه ۱۹۵۰ تا اصلاحات اقتصادی چین در دنگ شیائوپینگ در اواخر دهه ۱۹۷۰، مائوئیسم ایدئولوژی سیاسی و نظامی حزب کمونیست چین و جنبش‌های انقلابی مائوئیست در سراسر جهان بود. پس از انشعاب چین و شوروی در دهه ۱۹۶۰، حزب کمونیست چین و حزب کمونیست اتحاد جماهیر شوروی ادعا کردند که تنها وارث و جانشین ژوزف استالین در مورد تفسیر صحیح مارکسیسم - لنینیسم و رهبر عقیدتی کمونیسم جهان هستند.
در اواخر دهه ۱۹۷۰، حزب کمونیست پرو، مسیر درخشان، مائوئیسم را به مارکسیسم - لنینیسم - مائوئیسم تبدیل و سنتز کرد، یک نوع مدرن مارکسیسم - لنینیسم که سطح بالاتری از مارکسیسم - لنینیسم است و می‌تواند به‌طور جهانی اعمال شود.

## مارکسیسم لیبرترین
مارکسیسم لیبرترین طیف وسیعی از فلسفه‌های اقتصادی و سیاسی است که بر جنبه‌های ضد استبدادی مارکسیسم تأکید می‌کند. جریانات اولیه مارکسیسم لیبرترین، معروف به کمونیسم چپ، در مخالفت با مارکسیسم - لنینیسم و مشتقات آن، مانند استالینیسم، مائوئیسم و تروتسکیسم ظهور کردند. مارکسیسم لیبرترین همچنین نسبت به مواضع اصلاح طلبان، مانند مواضع سوسیال دموکراتها انتقاد دارد. جریان‌های مارکسیستی لیبرتاریان اغلب از آثار بعدی مارکس و انگلس، به ویژه از گروندریسه و جنگ داخلی در فرانسه تأکید می‌کنند که بر باور مارکسیستی به توانایی طبقه کارگر در جعل سرنوشت خود بدون نیاز به یک حزب انقلابی ایالت برای میانجی گری یا کمک به آزادی آن. در کنار آنارشیسم، مارکسیسم آزادیخواهانه یکی از جریانهای اصلی سوسیالیسم لیبرترین است.
مارکسیسم لیبرترین شامل جریان‌های اتونومیسم، کارگری کمونیسم شورائی، کمونیسم چپ، Lettrism، لوکزامبرگیسم از تمایل جانسون- فورست از چپ نو، بین‌الملل موقعیت‌گرا، سوسیالیسم OU Barbarie، سوسیالیسم جهانی و وورکسیسم است. مارکسیسم لیبرترین اغلب تأثیر شدیدی بر آنارشیسم، به ویژه آنارشیست‌های پست چپ و اجتماعی داشته‌است. نظریه پردازان برجسته مارکسیسم لیبرترین عبارتند از: آنتون پانکوک، رایا دونایفسایا، CLR جیمز، آنتونیو نگری، کرنلیوس کاستوریادیس، موریس برینتون، گای دبورد، دانیل گوئرین، ارنستو اسکرپانتی و رائول وانهیگم بوده‌است.

## مارکسیسم غربی
مارکسیسم غربی جریان تئوری مارکسیستی است که از اروپای غربی و مرکزی در پی انقلاب اکتبر ۱۹۱۷ در روسیه و صعود لنینیسم به‌وجود آمد. این اصطلاح بیانگر مجموعه ای سست از نظریه پردازان مارکسیست است که برخلاف مارکسیسم اتحاد جماهیر شوروی بر فرهنگ، فلسفه و هنر تأکید داشتند.

### مارکسیست‌های کلیدی غربی

#### گئورگ لوکاچ
گئورگ لوکاچ (۱۳ آوریل ۱۸۸۵–۴ ژوئن ۱۹۷۱) فیلسوف و منتقد ادبی مارکسیست مجارستانی بود، که مارکسیسم غربی را با تلاش بزرگ خود با تاریخ و شعور طبقاتی بنیان نهاد. مجموعه مقالات بین سالهای ۱۹۱۹ و ۱۹۲۲ نوشته شده و برای اولین بار در سال ۱۹۲۳ منتشر شده‌است، به بحث در مورد مارکسیسم و ارتباط آن با جامعه‌شناسی، سیاست و فلسفه کمک می‌کند. این کتاب همچنین جنبه‌های نظریه بیگانگی مارکس را قبل از انتشار نسخه‌های خطی اقتصادی و فلسفی ۱۸۴۴، که در آن مارکس به روشنی نظریه را بیان می‌کند، بازسازی کرد. کارهای لوکاچ ریشه در مارکسیسم در هگلیانیسم دارد و نظریه‌های مارکسیستی مانند ایدئولوژی، آگاهی کاذب، تجدید حیات و آگاهی طبقاتی را شرح می‌دهد.

#### کارل کرش
کارل کرش (۱۵ اوت ۱۸۸۶–۲۱ اکتبر ۱۹۶۱) در خانواده یک مقام بانکی میانه در توستد، نزدیک هامبورگ متولد شد. شاهکار مارکسیسم و فلسفه او، که سعی در بازسازی شخصیت تاریخی مارکسیسم به عنوان وارث گئورگ ویلهلم فردریش هگل دارد، باعث محکومیت انترناسیونال سوم شد. کورش به ویژه نگران این بود که نظریه مارکسیست دقت و اعتبار خود را از دست بدهد به تعبیر روز، «مبتذل» می‌شود.
وی در کارهای بعدی خود، مارکسیسم ارتدکس را به دلیل فرسودگی تاریخی رد کرد و خواست مارکسیسم را با یک موقعیت جدید تاریخی سازگار کند. وی در ده تز خود (۱۹۵۰) نوشت که "اولین گام در برقراری مجدد نظریه و عمل انقلابی عبارت است از قطع رابطه با مارکسیسم که ادعا می‌کند ابتکار انقلابی و همچنین جهت‌گیری نظری و عملی را در انحصار خود دارد" و "امروز، همه تلاش‌ها برای برقراری مجدد آموزه مارکسیستی به عنوان یک کل در عملکرد اصلی خود به عنوان یک تئوری دربارهٔ انقلاب اجتماعی طبقات کارگر، آرمانشهرانی ارتجاعی هستند ".

#### آنتونیو گرامشی
آنتونیو گرامشی (۲۲ ژانویه ۱۸۹۱ – ۲۷ آوریل ۱۹۳۷) نویسنده، سیاستمدار و نظریه‌پرداز سیاسی ایتالیایی بود. وی یکی از اعضای بنیان‌گذار و یک بار رهبر حزب کمونیست ایتالیا بود. وی بیش از ۳۰ دفترچه یادداشت و ۳۰۰۰ صفحه تاریخ و تحلیل در دوران زندانی شدن توسط رژیم فاشیست ایتالیا نوشت. این نوشته‌ها، معروف به دفترهای زندان، حاوی ردیابی گرامشی از تاریخ ایتالیا و ملی‌گرایی و همچنین برخی ایده‌ها در نظریه مارکسیست، نظریه انتقادی و نظریه تربیتی مرتبط با نام وی از جمله:
- هژمونی فرهنگی به عنوان ابزاری برای حفظ دولت در جامعه سرمایه‌داری
- نیاز به آموزش محبوب کارگران برای تشویق توسعه روشنفکران از طبقه کارگر
- تمایز بین جامعه سیاسی (پلیس، ارتش، سیستم حقوقی و غیره) که به‌طور مستقیم و اجباری و جامعه مدنی (خانواده، سیستم آموزش و پرورش، اتحادیه‌های کارگری و غیره) سلطه دارد، جایی که رهبری از طریق ایدئولوژی یا با استفاده از رضایت
- «تاریخ گرایی مطلق»
- نقد جبر اقتصادی
- نقد ماتریالیسم فلسفی

#### هربرت مارکوزه
هربرت مارکوزه (۱۹ ژوئیه ۱۸۹۸–۲۹ ژوئیه ۱۹۷۹) فیلسوف و جامعه‌شناس برجسته آلمانی-آمریکایی از تبار یهودی و پیرو مکتب فرانکفورت بود.
انتقادات مارکوزه از جامعه سرمایه‌داری (به ویژه سنتز مارک و فروید، اروس و تمدن در سال ۱۹۵۵ و کتاب انسان یک بعدی در سال ۱۹۶۴) با نگرانی‌های جنبش دانشجویی چپ در دهه ۱۹۶۰ طنین انداز شد. مارکوزه به دلیل تمایل خود برای سخنرانی در اعتراضات دانشجویان به زودی به عنوان "پدر چپ جدید " شناخته شد، اصطلاحی که او را دوست نداشت و آن را رد کرد.

#### ژان پل سارتر
ژان پل سارتر (۲۱ ژوئن ۱۹۰۵–۱۵ آوریل ۱۹۸۰) فیلسوف و نمایش‌نامه‌نویس کلیدی و تأثیرگذاری برای تألیفات اولیه خود دربارهٔ اگزیستانسیالیسم فردگرا بود. در کارهای بعدی خود، سارتر سعی کرد فلسفه وجودی سورن کی یرکگارد را با فلسفه مارکسیست و دیالکتیک هگلی در کار خود در نقد دلیل دیالکتیک سازگار کند. سارتر درگیر سیاست‌های مارکسیستی نیز بود و با دیدار انقلابی مارکسیست چه گوارا تحت تأثیر قرار گرفت و او را «نه تنها روشنفکر بلکه کاملترین انسان عصر ما» خواند.

#### لوئی آلتوسر
لوئی آلتوسر (۱۶ اکتبر ۱۹۱۸–۲۲ اکتبر ۱۹۹۰) فیلسوف مارکسیست بود. وی یکی از اعضای قدیمی و گاهی منتقد جدی حزب کمونیست فرانسه بود. استدلال‌ها و تزهای او در برابر تهدیدهایی بود که متوجه مبانی نظری مارکسیسم می‌شد. اینها هم شامل تأثیر تجربه‌گرایی بر نظریه مارکسیست و اومانیسم و جهت‌گیری‌های سوسیالیستی اصلاح طلبانه بود که به صورت تفرقه در احزاب کمونیست اروپا نمایان می‌شد و هم مشکل کیش شخصیت و ایدئولوژی خود. معمولاً از آلتوسر به عنوان یک مارکسیست ساختاری یاد می‌شود، اگرچه رابطه او با دیگر مکتب‌های ساختارگرایی فرانسه وابستگی ساده‌ای نیست و او از بسیاری از جنبه‌های ساختارگرایی انتقاد دارد.
مقاله مارکسیسم و اومانیسم او بیانیه‌ای قوی ضداومانیستی در نظریه مارکسیست است، و عقایدی مانند «پتانسیل انسانی» و «گونه بودن» را که غالباً توسط مارکسیست‌ها مطرح می‌شوند، محکوم می‌کند و به عنوان زاییده ایدئولوژی بورژوازی «بشریت» مطرح می‌کند. مقاله او تناقض و بیش از حد تعیین مفهوم بیش از حد را از تحلیل روان می‌گیرد تا ایده «تضاد» را با مدل پیچیده‌تری از علیت چندگانه در موقعیت‌های سیاسی جایگزین کند (ایده ای که با مفهوم هژمونی گرامشی ارتباط نزدیک دارد).
آلتوسر همچنین به عنوان نظریه‌پرداز ایدئولوژی شناخته شده‌است و مشهورترین مقاله وی " ایدئولوژی و دستگاه‌های ایدئولوژیک دولت است: یادداشت‌های یک تحقیق". مقاله مفهوم ایدئولوژی را پایه‌ریزی می‌کند، همچنین بر اساس نظریه هژمونی گرامشی است. در حالی که هژمونی در نهایت به‌طور کامل توسط نیروهای سیاسی تعیین می‌شود، ایدئولوژی به ترتیب از مفاهیم زیگموند فروید و ژاک لاکان در مورد مرحله ناخودآگاه و آینه استفاده می‌کند و ساختارها و سیستم‌هایی را توصیف می‌کند که به ما اجازه می‌دهد مفهوم معنایی از خود داشته باشیم.

### مارکسیسم ساختاری
مارکسیسم ساختاری روشی است به مارکسیسم که مبتنی بر ساختارگرایی است و در وهله اول با کار تئوریسین فرانسوی لوئیس آلتوسر و شاگردانش همراه است. در اواخر دهه ۱۹۶۰ و ۱۹۷۰ در فرانسه تأثیرگذار بود و همچنین در دهه ۱۹۷۰ بر فلسفه، نظریه پردازان سیاسی و جامعه شناسان خارج از فرانسه تأثیر گذاشت.

### نئو مارکسیسم
نئو مارکسیسم مکتبی از مارکسیسم است که از قرن بیستم آغاز شد و قبل از نفوذ فردریش انگلس، که بیشتر به ایده گرایی دیالکتیکی متمرکز بود و نه ماتریالیسم دیالکتیکی، به نوشته‌های اولیه مارکس گوش فرا داد؛ بنابراین جبر اقتصادی را رد کرد و در عوض بیشتر لیبرترین بود. نئو مارکسیسم درک گسترده ماکس وبر از نابرابری اجتماعی، مانند وضعیت و قدرت را به اندیشه مارکسیست ارتدوکس اضافه می‌کند.

### مکتب فرانکفورت
مکتب فرانکفورت مکتبی از نظریه اجتماعی، بستن اجتماعی و فلسفه نئومارکسیست است. این گروه در انستیتوی تحقیقات اجتماعی (به آلمانی: Institut für Sozialforschung) از دانشگاه فرانکفورت در آلمان واقع شد. اصطلاح «مکتب فرانکفورت» اصطلاحی غیررسمی است که برای تعیین اندیشمندان وابسته به مؤسسه تحقیقات اجتماعی یا تحت تأثیر آنها استفاده می‌شود - این عنوان هیچ مسسه ای نیست و متفکران اصلی مکتب فرانکفورت از این اصطلاح برای اشاره به خودشان استفاده نمی‌کنند.
مکتب فرانکفورت، مارکسیست‌های مخالف، منتقدان شدید سرمایه‌داری را که معتقد بودند برخی از پیروان مارکس برای طوطی انتخاب اندکی از ایده‌های مارکس، معمولاً در دفاع از احزاب کمونیست یا سوسیال دموکرات ارتدکس، را گرد هم آورده بودند. آنها به ویژه تحت تأثیر شکست انقلاب‌های طبقه کارگر در اروپای غربی پس از جنگ جهانی اول و ظهور نازیسم در یک کشور از نظر اقتصادی، فنی و فرهنگی پیشرفته (آلمان)، آنها وظیفه خود را بر عهده گرفتند تا انتخاب کنند کدام بخش از اندیشه مارکس می‌تواند خدمت کند برای روشن کردن شرایط اجتماعی که خود مارکس هرگز ندیده بود. آنها برای پر کردن موارد فراموش شده مارکس از سایر مکتب‌های فکری استفاده کردند.
ماکس وبر، و زیگموند فروید (همانند سنتز فروید مارکسیستی هربرت مارکوزه در اثر اروس و تمدن ۱۹۵۴) تأثیر عمده ای گذاشت. تأکید آنها بر مولفه «حیاتی» نظریه به‌طور قابل توجهی از تلاش آنها برای غلبه بر مرزهای پوزیتیویسم، ماتریالیسم خام و پدیدارشناسی ناشی از بازگشت به فلسفه انتقادی امانوئل کانت و جانشینان آن در آرمان‌گرایی آلمان، اساساً فلسفه هگل، با تأکید بود. در مورد نفی و تناقض به عنوان خصوصیات ذاتی واقعیت.

## فمینیسم مارکسیستی
فمینیسم مارکسیستی نوع فرعی تئوری فمینیسم است که بر برچیدن سرمایه‌داری به عنوان راهی برای آزادی زنان تمرکز دارد. فمینیسم مارکسیستی اظهار دارد که مالکیت خصوصی، که منجر به نابرابری اقتصادی و همچنین وابستگی، سردرگمی سیاسی و در نهایت روابط ناسالم اجتماعی بین زن و مرد می‌شود، ریشه ظلم و ستم علیه زنان است.
طبق نظریه مارکسیست، در جوامع سرمایه‌داری فرد توسط روابط طبقاتی شکل می‌گیرد؛ یعنی ظرفیت‌ها، نیازها و علایق افراد بر اساس شیوه تولید مشخص می‌شود که جامعه آنها در آن ساکن هستند. فمینیست‌های مارکسیست نابرابری جنسیتی را می‌بینند که در نهایت توسط شیوه تولید سرمایه‌داری تعیین می‌شود. ستم جنسیتی ظلم طبقاتی است و تبعیت زنان نوعی ظلم طبقاتی است که حفظ می‌شود (مانند نژادپرستی) زیرا در خدمت منافع سرمایه و طبقه حاکم است. فمینیست‌های مارکسیست برای حمایت از موقعیت خود، با بررسی کار داخلی و همچنین کار مزدی، تحلیل مارکسیستی سنتی را گسترش داده‌اند.

## اومانیسم مارکسیستی
اومانیسم مارکسیستی شاخه ای از مارکسیسم است که در وهله اول بر نوشته‌های قبلی مارکس، به ویژه نسخه‌های خطی اقتصادی و فلسفی ۱۸۴۴ تمرکز دارد که در آن مارکس نظریه بیگانگی خود را توسعه می‌دهد، در مقابل آثار بعدی او، که به نظر می‌رسد بیشتر مربوط به برداشت ساختاری او هستند. جامعه سرمایه‌داری. با مخالفت " ضد بشری " لویی آلتوسر روبرو شد، و وی آن را به عنوان یک جنبش تجدیدنظرطلبی صلاحیت داد.
اومانیس‌های مارکسیست ادعا می‌کنند که مارکسیسم به یک طرفه توسعه یافته‌است زیرا آثار اولیه مارکس ناشناخته بودند تا اینکه پس از رواج ایده‌های ارتدکس - نسخه‌های خطی ۱۸۴۴ فقط در سال ۱۹۳۲ منتشر شد. آنها تأکید می‌کنند که بین این نوشته‌های اولیه و نظریه اقتصادی سرمایه مارکس تداوم وجود دارد و لازم است که مبانی فلسفی مارکس را درک کنیم تا آثار بعدی وی را به درستی بفهمیم.

## الهیات مارکسیستی
اگرچه مارکس به شدت نسبت به دین نهادینه شده از جمله مسیحیت انتقاد داشت، اما برخی از مسیحیان «مقدمات اساسی مارکسیسم را پذیرفته و از این منظر سعی در تفسیر مجدد ایمان مسیحی دارند». برخی از نمونه‌های به‌دست آمده برخی اشکال الهیات رهایی و الهیات سیاه است. پاپ بندیکت شانزدهم در حالی که واتیکان پذیرش مارکسیسم را محکوم کرد، به شدت مخالف الهیات آزادی بنیادی رادیکال بود، در حالی که وی هنوز یک کاردینال بود. جیمز اچ. کان الهیات سیاه در کتاب خود برای مردم من درمورد تجزیه و تحلیل ساختار سرمایه‌داری نوشت. مارکسیسم به عنوان ابزاری برای تحلیل اجتماعی می‌تواند شکاف بین ظاهر و واقعیت را آشکار کند و از این طریق به مسیحیان کمک کند تا ببینند واقعاً اوضاع چگونه است.

## مارکسیسم خودمختار
خودمختاری دسته‌ای از جنبش‌های اجتماعی مارکسیستی در سراسر جهان است که بر توانایی سازماندهی در شبکه‌های خودمختار و افقی تأکید دارند، در مقابل ساختارهای سلسله مراتبی مانند اتحادیه‌ها یا احزاب هستند. مارکسیست‌های خودمختار، از جمله هری کلیور، تعریف طبقه کارگر را شامل کارگر حقوق بگیر و بدون مزد، مانند مشاغل ماهر و کارهای خانه، گسترش می‌دهند - این تمرکز بر طبقه کارگر در کشورهای پیشرفته سرمایه‌داری به عنوان نیروی اصلی تغییر در ساختار سرمایه است. نظریه پردازان مدرن خودمختار مانند آنتونیو نگری و مایکل هاردت استدلال می‌کنند که سازه‌های قدرت شبکه موثرترین روش‌های سازماندهی در برابر رژیم انباشت نئولیبرال هستند و یک تغییر عظیم در پویایی سرمایه به یک امپراتوری قرن ۲۱ را پیش‌بینی می‌کنند.

## مارکسیسم تحلیلی
مارکسیسم تحلیلی به سبکی از تفکر در مورد مارکسیسم اشاره دارد که در طول دهه ۱۹۸۰ در میان دوازده فیلسوف انگلیسی زبان و تحلیلگر آموزش دیده انگلیسی تحلیلی برجسته بود. این عمدتاً با گروه دانشگاهیان سپتامبر در ارتباط بود، به همین دلیل آنها نامیده می‌شود زیرا آنها هر ماه سپتامبر جلسات دوسالانه را در مکان‌های مختلف برای بحث در مورد منافع مشترک دارند. این گروه همچنین خود را «مارکسیسم غیر مزخرف» نامیدند. از نظر دیوید میلر، ویژگی آن «تفکر واضح و دقیق در مورد سوالاتی است که معمولاً توسط یک مه ایدئولوژیک پوشیده می‌شود».

## مارکسیسم فرویدی
شاخه ای از مارکسیسم است که با نگاهی روانشناسانه و فرویدی به تحلیل و تفسیر رخدادهای سیاسی و اجتماعی و مسائل جامعه‌شناسی می‌پردازد. از مهم‌ترین متخصصان این گرایش می‌توان به هربرت مارکوزه اشاره کرد که با دیدگاه روانکاوی فرویدی به فهم مسائل سرمایه‌داری پرداخته‌است.

## مورخان مارکسیست بریتانیایی
مورخان مارکسیست بریتانیایی حلقه ای از دانشمندان بودند که از حزب کمونیست بریتانیای کبیر در دهه ۱۹۳۰ سرچشمه گرفتند و سرانجام در سال ۱۹۴۶ گروه مورخان حزب کمونیست را تشکیل دادند. آنها علاقه مشترکی به «تاریخ از پایین» و ساختار طبقاتی در جامعه سرمایه‌داری اولیه داشتند. اعضای مهم این گروه شامل موریس داب، دونا تور، AL مورتون، رادنی هیلتون، ادوارد پالمر تامپسون، اریک هابسبوم، جورج روده، کریستوفر هیل، دوروتی تامپسون، جان ساویل، ویکتور کیه‌رنان و رافائل ساموئل بودند.
در حالی که برخی از اعضای گروه (به ویژه EP تامپسون) حزب را پس از انقلاب ۱۹۵۶ مجارستان ترک کردند، نکات مشترک تاریخ‌نگاری مارکسیست انگلیس در آثار آنها ادامه داشت. آنها تأکید زیادی بر اختیار انسانی، تجربه فرهنگی و تعیین ذهنی تاریخ داشتند، در حالی که از نظر جبرگرایانه دربارهٔ ماتریالیسم فاصله می‌گرفتند. ای‌پی تامپسون معروف لوئیس آلتوسر را در فقر تئوری با این استدلال که نظریه آلتوسر تاریخ را بیش از حد تعیین کرد و جایی برای شورش تاریخی توسط ستمدیدگان باقی نگذاشت.

## مارکسیسم اتریشی
اتریش-مارکسیسم مکتبی از اندیشه‌های مارکسیست بود که در وین قرار داشت و از ابتدای قرن ۲۰ تا دهه ۱۹۳۰ وجود داشت. برجسته‌ترین طرفداران آن ماکس آدلر، اوتو بائر، رودولف هیلفردینگ و کارل رنر بودند. این روند متأثر از گرایش‌های فکری معاصر، از جمله برجسته شدن نو کانتیانیسم و پوزیتیویسم در فلسفه و ظهور حاشیه گرایی در اقتصاد بود. این گروه با مسائلی مانند مسئله ملی در درون امپراتوری اتریش-مجارستان، ظهور دولت مداخله گر و تغییر ساختار طبقاتی جوامع سرمایه‌داری اوایل قرن ۲۰ روبرو شدند.

## مکتب پراکسیس
مکتب پراکسیس یک جنبش فلسفی اومانیست مارکسیست مخالف بود که اعضای آن تحت تأثیر مارکسیسم غربی بودند که در دهه ۱۹۶۰ از زاگرب و بلگراد به وجود آمد.
از چهره‌های برجسته بنیانگذاران این مدرسه می‌توان به گاجو پتروویچ و میلان کانگرگا در زاگرب و میهایلو مارکوویچ از بلگراد اشاره کرد. آنها از سال ۱۹۶۴ تا ۱۹۷۴ مجله مارکسیستی پراکسیس را منتشر کردند که به عنوان یکی از برجسته‌ترین مجلات بین‌المللی در تئوری مارکسیسم شناخته می‌شد. همچنین این گروه، مدرسه تابستانی بسیار محبوب کورچولا را در جزیره کورچولا تشکیل دادند.

## دی لئونیسم
دی لئونیسم شکلی از مارکسیسم سندیکالیست است که توسط دانیل د لئون ایجاد شده‌است. د لئون رهبر اولیه اولین حزب سیاسی سوسیالیست ایالات متحده، حزب کارگر سوسیالیست آمریکا بود که تا به امروز وجود دارد.
دی لئونیسم خارج از سنت لنینیستی کمونیسم است. ماهیت بسیار غیرمتمرکز و دموکراتیک دولت پیشنهادی دی لئونیست در تضاد با تمرکزگرایی دموکراتیک مارکسیسم - لنینیسم و آنچه آنها به عنوان ماهیت دیکتاتوری اتحاد جماهیر شوروی می‌دانند، است. موفقیت در طرح دی لئونیست منوط به دستیابی به حمایت اکثریت مردم در محل کار و نظرسنجی است، برخلاف تصور لنینیستی مبنی بر اینکه یک حزب پیشتاز کوچک باید طبقه کارگر را برای انجام انقلاب هدایت کند. دی لئون و دیگر نویسندگان دی لئونیست بارها علیه جنبش‌های سوسیالیستی دموکراتیک - به ویژه حزب سوسیالیست آمریکا - جدال‌هایی را مطرح کرده و آنها را اصلاح‌طلب یا سوسیالیست بورژوا می‌دانند.
دی لئونیست‌ها به‌طور سنتی از هرگونه فعالیت یا اتحادی که به نظرشان تلاش برای اصلاح سرمایه‌داری است خودداری می‌کنند، هرچند حزب کارگر سوسیالیست در زمان دی لئون در اعتصابات و جنبش‌های عدالت اجتماعی فعال بود.

## کمونیسم اروپایی
از حدود دهه ۱۹۷۰، احزاب مختلف کمونیست در اروپای غربی مانند حزب کمونیست ایتالیا به ریاست انریکو برلینگوئر و حزب کمونیست اسپانیا به ریاست سانتیاگو کاریلو شروع به فعالیت کردند. آنها به نظریه‌های آنتونیو گرامشی تکیه کردند. این روند با نام کمونیسم اروپایی به ویژه در ایتالیا، اسپانیا و فرانسه برجسته بود.

## پسامارکسیسم
پسا مارکسیسم به کار نظری فیلسوفان و نظریه‌پردازان اجتماعی است که نظریه‌های خود را بر مبنای نظریه‌های مارکس و مارکسیسم بنا نهاده‌اند، اما از مرزهای این نظریه‌ها فراتر رفته‌اند.